# Auguste-Aristide-Fernand Constantin
Pour les articles homonymes, voir Constantin.
Auguste-Aristide-Fernand Constantin, né à Paris (ancien 2e arrondissement) le 14 février 1824 et mort à Paris 18e le 8 novembre 1895, est un artiste peintre et graveur français.

## Biographie

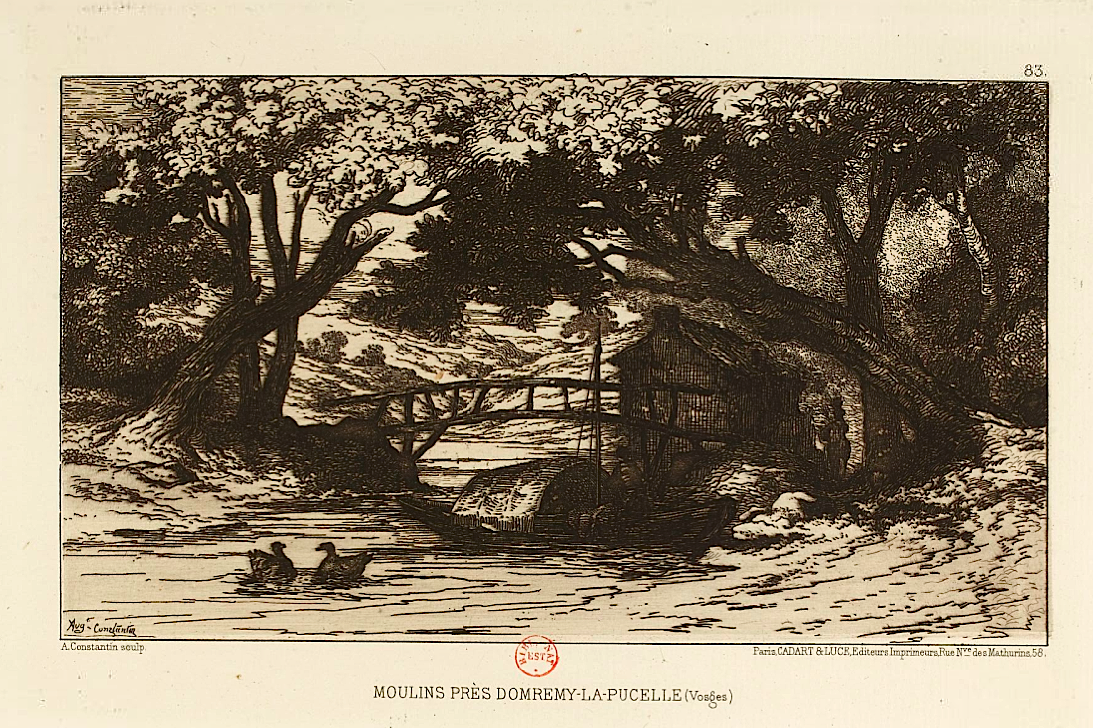
Moulins près de Domremy-la-Pucelle, Vosges, eau-forte (1869).

Auguste-Aristide-Fernand Constantin est né le 14 février 1824 à Paris, fils de l'architecte Auguste Constantin (1790-1842).
Sous l'influence de son père, il apprend très jeune l'art de peindre et les techniques de la gravure puis reçoit un enseignement classique dans les ateliers de François-Édouard Picot et Thomas Couture.
Il commence d'exposer au Salon de 1848 où il présente six paysages dessinés. 
En 1859, il se révèle comme aquafortiste. Au Salon de 1863, il expose Six vues diverses à l'eau-forte : Fantaisies, éditées par Alfred Cadart, accompagnées de natures mortes peintes. Il est sans doute membre de la jeune Société des aquafortistes. Ses travaux montrent des vues de villes françaises sous l'Ancien Régime. Il produit également des aquarelles qui imitent à la perfection l'art des peintres de scènes de genre du XVIIIe siècle, et dont le goût était à la mode. Toujours pour Cadart, il propose une série d'eaux-fortes à L'Illustration nouvelle dès 1868. On connaît aussi de lui des portraits de personnalités tirés sur pierre lithographique.
En 1882, il réalise une dernière suite d'eaux-fortes, douze en tout, pour une édition d'Isoline et la fleur serpent, le roman de Judith Gautier, comprenant un frontispice de Frédéric Régamey.
Il meurt à Paris le 8 novembre 1895.